# María José Gaidano
María José Gaidano (* 25. März 1973 in Buenos Aires) ist eine ehemalige argentinische Tennisspielerin. Von 2014 bis 2016 war sie Teamchefin der argentinischen Fed-Cup-Mannschaft.

## Karriere
Gaidano begann mit fünf Jahren mit dem Tennisspielen, nachdem sie Spiele der damaligen argentinischen Topspieler José Luis Clerc und Guillermo Vilas im Fernsehen verfolgt hatte.
1993 profitierte sie bei ihren ersten US Open nach verlorener Qualifikation als Lucky Loser vom Rückzug von Mary Joe Fernández, anschließend konnte sie bis ins Achtelfinale vordringen. Sie gewann in ihrer Karriere zwei WTA-Turniere in der Doppelkonkurrenz. 1997 spielte sie für Argentinien am Fed-Cup, musste sich aber in beiden Parien gegen Martina Hingis und Patty Schnyder jeweils geschlagen geben.

## Turniersiege

### Doppel
| Nr. | Datum         | Turnier | Kategorie   | Belag | Partnerin     | Finalgegnerinnen                | Ergebnis       |
| --- | ------------- | ------- | ----------- | ----- | ------------- | ------------------------------- | -------------- |
| 1.  | 12. Juli 1992 | Palermo | WTA Tier V  | Sand  | Halle Cioffi  | Petra Langrová Ana-Maria Segura | 6:3, 4:6, 6:3  |
| 2.  | 9. Mai 1993   | Lüttich | WTA Tier IV | Sand  | Radka Bobková | Ann Devries Dominique Monami    | 6:4, 2:6, 7:64 |

## Abschneiden bei Grand-Slam-Turnieren

### Einzel
| Turnier                 | 1993 | 1994 | 1995 | 1996 | Karriere |
| ----------------------- | ---- | ---- | ---- | ---- | -------- |
| Australian Open         | —    | 1    | —    | 1    | 1        |
| French Open             | 2    | 1    | 2    | 1    | 2        |
| Wimbledon Championships | —    | 2    | —    | —    | 2        |
| US Open                 | AF   | 2    | 3    | 2    | AF       |